# Rhinella henseli
Espèce
Synonymes
- Bufo crucifer var. henseli Lutz, 1934
- Bufo henseli Lutz, 1934

Statut de conservation UICN

 LC  : Préoccupation mineure
Rhinella henseli est une espèce d'amphibiens de la famille des Bufonidae.

## Répartition
Cette espèce est endémique du Sud du Brésil. Elle se rencontre jusqu'à 1 000 m d'altitude dans l'État du Rio Grande do Sul et dans le Sud de l'État de Santa Catarina.
Sa présence est incertaine en Uruguay.

## Description
Les mâles mesurent de 51,6 à 63,9 mm et les femelles de 64,4 à 78,9 mm.

## Étymologie
Cette espèce est nommée en l'honneur de Reinhold Friedrich Hensel.

## Publication originale
- Lutz, 1934 : Notas subre especies brasileiras do genero Bufo / Zur Kenntnis der Brasilianischen Kroeten vom Genus Bufo.. Memórias do Instituto Oswaldo Cruz, vol. 28, p. 111-134 & 135-159 (texte intégral & texte intégral).